# Технологија сушења воћа
Сушење се убраја међу најстарије методе конзервисања хране, при чему је битно произвести хигијенски и здравствено исправан производ очуваног квалитета и продуженог века трајања. Сушење воћа један је од најздравијих начина конзервирања хране. Последњих година како се људи окрећу природи и усвајају многе методе здраве исхране тако расте занимање и за сушење воћа и поврћа.  Иако постоје многобројни методи  за сушење хране, овај се успешно одржао до данашњих дана. Пољопривредна производња се све више усмерава у правцу према узгоју воћа као једна од најинтензивнијих грана. Због тога су се повећале потребе за конзервирањем воћа. У интересу су висококвалитетни дехидрирани производи са добрим рехидрацијским својствима.

## Конзервисање сушењем
Конзервисање сушењем има предност у томе што се одстрањивањем воде смањује тежина и запремина, а тако и сви трошкови у потребној амбалажи и транспорту. То чини овај поступак конзервисања врло економичним. Осушени производи се знатно лакше и сигурније транспортују, па се тако у великој мери користе за исхрану. У циљу нормалног метаболизма микроорганизама, одстрањивање воде представља основни принцип овог начина конзервисања. Воће садржи у просеку 80 до 90 процената воде. Осмотски притисак се повећава већим садржајем шећера и осталих састојака, па је тако отежана и исхрана микроорганизама. Према томе, сушењем, микроорганизми се не уништавају већ се онемогућава њихова исхрана а самим тим и размножавање што на крају доводи до изумирања микроорганизама. Принцип спречавања развоја микроорганизама познат је као ксероанабиоза. Да би процес сушења успео потребан је степен одрживости квалитета и хемијски садржај минералних материја у непромењеном облику. Према томе исти поступак сушења не мора да буде за исту врсту воћа. Сушење воћа се најчешће обавља струјом топлог ваздуха (конвекционо сушење)у контролисаним условима.

## Сушење воћа
Сушење се одвија у сушари, затвореном простору, у коме је обезбеђено загревање ваздуха и његова циркулација као и кретање производа. За сушење различитог воћа потребна је и различита температура која се најчешће креће између 30 и 70 степни целзијусових. Како се температура повећава, тако се повећава и способност ваздуха за примање влаге, јер се влажност смањује. Струјање ваздуха се постиже вентилатором, а сагоревањем угља, дрва и применом прегрејане паре се постиже загревање. Брзина сушења зависи од грејног медијума т.ј. ваздуха, а самим тим и квалитет осушеног производа. Атмосферски ваздух који се користи у сушницама
састоји се од смеше сувог ваздуха, водене паре и основне величине које карактеришу стање влажног ваздуха као што су: апсолутна и релативна влажност, температура, апсолутни притисак, парцијални притисци сувог ваздуха и водене паре у смеши, специфична запремина и специфична тежина влажног ваздуха. У процесу сушења такође је од великог значаја технологија сушења испаравањем које се врши на температури која никад не достиже тачку кључања. Сушење се такође може обавити и уобичајеној температури, али је тај процес јако дуг. Међутим што је температура виша то је процес сушења бржи. Температура се мора подесити према типу материјала који се суши. Висока температура може да утиче негативно на састав производа, јер долази до хемијских реакција које утичу на промену боје и састава производа. У почетном процесу висока температура сушења код целих производа  може да услови образовање чврсто запеченог слоја на површини производа.
Да би се подесио режим сушења, обзиром на почетну температуру у почетној и завршној фази сушења, подешава се правац кретања загрејаног медијума у односу на кретање производа. Тако постоје три начина кретања загрејаног медијума: истосмерни, противсмерни, циклонски. Што се тиче температуре сушења, што је температура виша и што је брже преношење топлоте од медијума на производ, то ће бити и интезивније сушење. Али је и исто битна брзина кретања воде кроз ткиво производа према површини сушења. Постоје два фактора сушења, а то су губитак влаге и константна брзина испаравања.

## Сушаре и типови сушара
Сушаре су простори у којима се вештачким путем одводи вода из одређеног материјала. Постоје разни типови сушара и свака од њих има основне елементе а то су: простор где се смешта материјал током сушења, топлотни извор, измењивач топлоте и вентилаторе. Сушаре се користе због једноставне израде, могућности израде прилагођавања за сушење других материјала, лаког опслуживања, једноставног и прецизног регулисања режима сушења, минималног ангажовања људског рада, оптималног капацитета, могућности коришћења различитих врста горива, великог степена искоришћавања енергије, поузданости у раду као и лаког одржавања.
Типови сушара
- Коморне сушаре
- Тунелске сушаре
- Противсмерне тунелске сушаре
- Истосмерне тунелске сушаре

## Техонолошки поступци при сушењу шљиве
- Контрола
- Прање
- Контрола
- Класирање
- Сушење
- Хлађење
- Кондиционирање
- Класирање
- Паковање
- Етивирање
- Дистрибуција

## Начини сушења воћа
Постоји више начина сушења воћа у зависности од претходне припреме од хемијских и физичких својстава свежег воћа као и од економичности самог сушења. Познати начини којима се може сушити воће су: сушење на сунцу, конвекционо сушење, сушење распрскавањем, контактно сушење, сушење сублимацијом, сушењем у пени и концентрисање.

## Spoljašnje veze
- National Center for Home Food Preservation, drying section